# موراوسکی بروون
موراوسکی بروون (به چکی: Moravský Beroun) یک منطقهٔ مسکونی در جمهوری چک است که در ناحیه اولومووتس واقع شده‌ است. موراوسکی بروون ۳۳۲۲ نفر طبق سرشماری ۲۰۰۶ جمعیت دارد.